# Pundaluoya aritainoides
Pundaluoya aritainoides är en insektsart som beskrevs av Heinrich Christian Friedrich Schumacher 1915. Pundaluoya aritainoides ingår i släktet Pundaluoya och familjen sporrstritar. Inga underarter finns listade i Catalogue of Life.